# Волосінь (Бучанський район)
Волосі́нь — село Макарівської селищної громади Бучанського району Київської області. Відстань до центру громади — 22 км, до обласного центру — 72 км. Площа населеного пункту — 47 га. Кількість населення — 62 особи, дворів — 60.
Хутори Волосінь і Волосінь Другий вперше зафіксовано під час перепису населення 1897 року. В 1920-х роках на Волосіні в господаря Ларіна мололи борошно селяни з усіх околиць. У часи Німецько-радянської війни з цього невеличкого села загинули 4 жителі.